# بخش ریسارالدا
شهرستان ریسارالدا (به اسپانیایی: Risaralda Department) یک سکونتگاه مسکونی در کلمبیا است که در کلمبیا واقع شده‌است.

## خصوصیات
شهرستان ریسارالدا ۴٬۱۴۰ کیلومترمربع مساحت و ۹۴۱٬۲۸۳ نفر جمعیت دارد.